# APFSDS

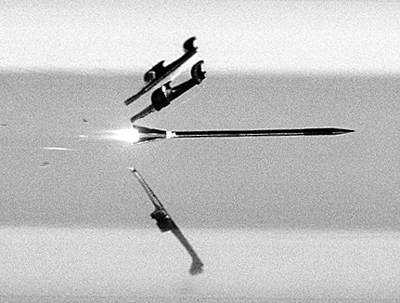
Đạn APFSDS đang bay, ta có thể thấy rõ guốc đạn (vỏ đạn) được tách ra.

Đạn xuyên giáp thoát vỏ ổn định bằng cánh đuôi, (tiếng Anh: armour-piercing fin-stabilized discarding sabot; gọi tắt là APFSDS), là một loại đạn xuyên động năng sử dụng để chống các loại xe tăng - xe thiết giáp hiện đại. Loại đạn này được trang bị trên các loại xe tăng chủ lực, và là bước phát triển tiếp theo của loại đạn xuyên giáp thoát vỏ (Armour-Piercing Discarding Sabot (APDS), mà ngày nay vẫn còn được sử dụng trên các hệ thống vũ khí cỡ nòng nhỏ và trung bình.
Sự phát triển của các hệ thống động cơ tự động công suất cao, cùng với các hệ thống treo mới ngay sau khi Chiến tranh thế giới thứ 2 kết thúc đã thúc đẩy sự phát triển của các loại xe tăng chủ lực, chúng được trang bị giáp ngày càng dày và nặng hơn, trong khi vẫn duy trì khả năng cơ động và tốc độ trên chiến trường. Đáp lại, cần phát triển các loại súng chống tăng và đạn chống tăng mới có khả năng xuyên giáp lớn hơn. Tuy nhiên để tăng độ xuyên giáp, cần nòng súng chống tăng dài hơn để có tốc độ đầu nòng lớn hơn.

## Lịch sử
Đạn xuyên giáp thoát vỏ (Armour Piercing Discarding Sabot - APDS) ban đầu được thiết kế là đạn xuyên giáp động năng (KE) chủ yếu của xe tăng chủ lực. Đạn được thiết kế dài hơn và nhọn hơn để tập trung động năng vào một diện tích nhỏ. Tuy nhiên, một quả đạn dài và mỏng sẽ không ổn định về khí động, nó có xu hướng nhào lộn trong khi bay và do đó thiếu tính chính xác. Trước đây, các đầu đạn thường được xoay bên trong nòng súng nhờ rãnh khương tuyến giúp chúng ổn định trong khi bay. Tuy nhiên khi chiều dài của đạn lớn hơn sáu hay bảy lần đường kính, viên đạn bắn ra sẽ trở nên kém hiệu quả. Do đó, người ta bổ sung thêm cánh đuôi cho quả đạn để giúp nó có độ ổn định khi bay.
Độ xoay của viên đạn truyền thống khi rời khỏi nòng pháo làm giảm hiệu năng xuyên giáp của đạn, do viên đạn khi xoay sẽ chuyển một phần động năng của nó thành động năng xoay quả đạn, làm giảm vận tốc của viên đạn và động năng va chạm. Đạn xuyên giáp ổn định bằng cánh đuôi khi vừa bay vừa tự xoay sẽ làm tăng lực cản khí động và làm giảm hơn nữa vận tốc của đạn. Do đó, đạn APFSDS thường được bắn từ pháo nòng trơn. Đạn APFSDS cùng với pháo nòng trơn đã được sử dụng trên các dòng xe tăng chủ lực của Trung Quốc, Ấn Độ, Israel, Ý, Nhật Bản, Hàn Quốc, Pháp, Đức, Pakistan, Thổ Nhĩ Kỳ, Liên Xô/Nga và Hoa Kỳ. Tuy nhiên, ngày nay người ta vẫn còn trang bị các loại pháo có khương tuyến để bắn các loại đạn APFSDS được phát triển từ thời kỳ đầu như pháo 105 mm M68 gắn trên xe tăng M60A3 Patton của Hoa Kỳ hoặc pháo 120 mm Royal Ordnance L30 trên xe tăng Challenger 2 của Anh. Để giảm tốc độ xoay của quả đạn khi bắn từ nòng pháo có khương tuyến, người ta sử dụng vành trượt được gắn trên thân đạn. Đạn ra khỏi nòng pháo vẫn còn moment xoay nhưng tốc độ xoay là chấp nhận được. Bên cạnh đó, sự xoay của đạn ổn định bằng cánh đuôi, cũng làm đường đạn trở nên ổn định hơn, cải thiện độ chính xác. Ngay cả các loại pháo nòng trơn, khi bắn đạn APFSDS, đạn khi rời nòng cũng tự xoay với tốc độ nhỏ nhờ các cánh tản nhiệt hơi cong; ngoài ra nòng pháo có rãnh khương tuyến với độ xoắn rất nhỏ cũng được phát triển để bắn đạn APFSDS.
Một lí do khác khiến các nhà thiết kế chọn pháo nòng trơn, là do đạn chống tăng liều nổ mạnh HEAT và đạn nổ lõm bị giảm hiệu suất xuyên giáp nếu chúng xoay với tốc độ quá nhanh.

## Thiết kế

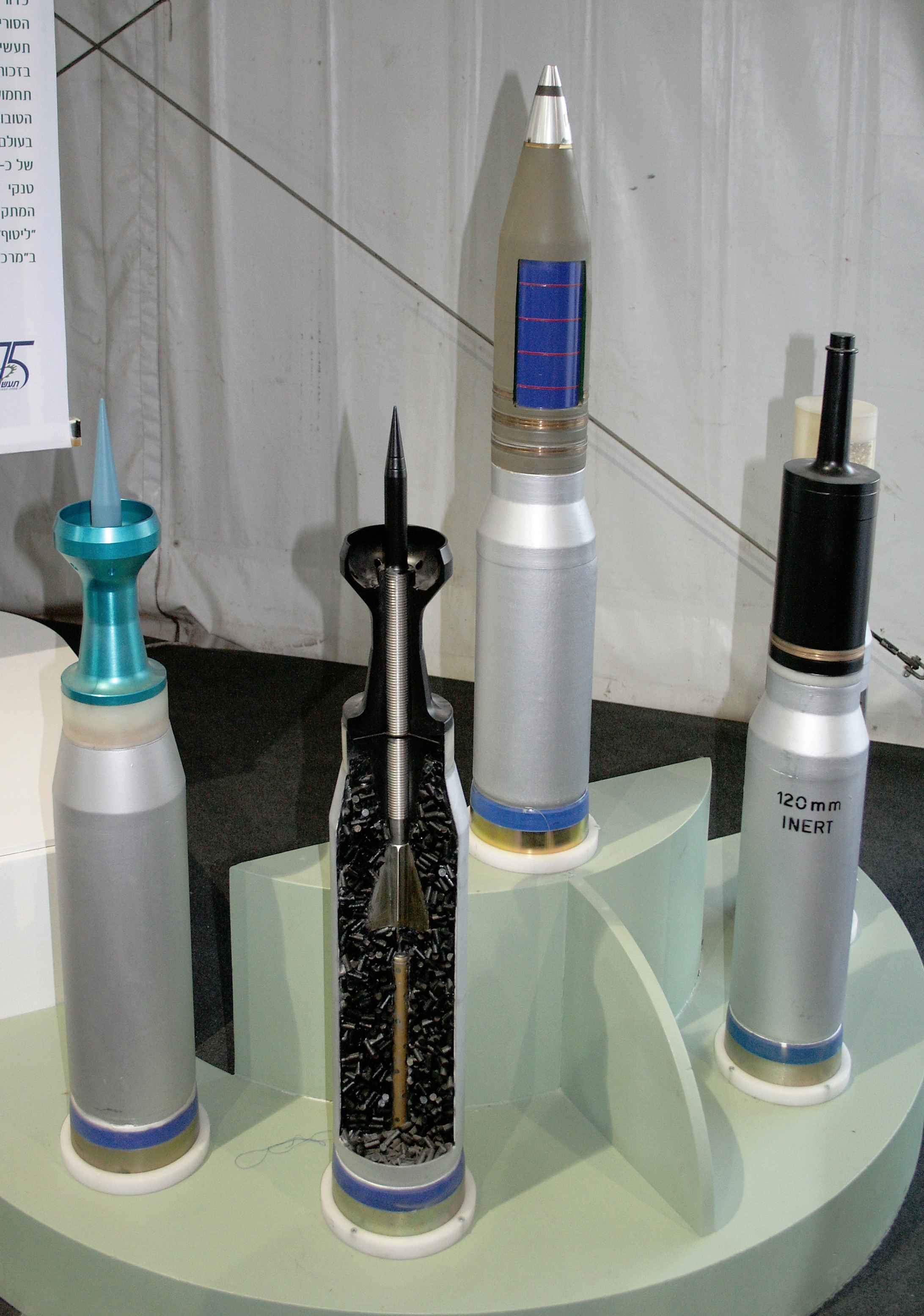
Đạn pháo xe tăng cỡ nòng 120mm trang bị trên các dòng xe tăng chủ lực của NATO

Đạn xuyên động năng KE sử dụng trên các xe tăng hiện đại thưởng có cỡ nòng 2–3 cm, và có thể có độ dài lên tới 80 cm; chiều dài của đạn xuyên giáp càng lớn thì độ xuyên giáp càng cao. Thiết kế này sử dụng một thanh xuyên dài, là dựa trên lý thuyết xuyên thủy động lực học.
Mặc dù giáp xe tăng không phải là chất lỏng, tuy nhiên ở vận tốc va chạm đủ lớn, nhiệt độ cao khiến cho ngay cả vật liệu tinh thể cũng bắt đầu có các tính chất giống như một chất lỏng dẻo, do đó người ta có thể áp dụng lý thuyết xuyên thủy động lực học.

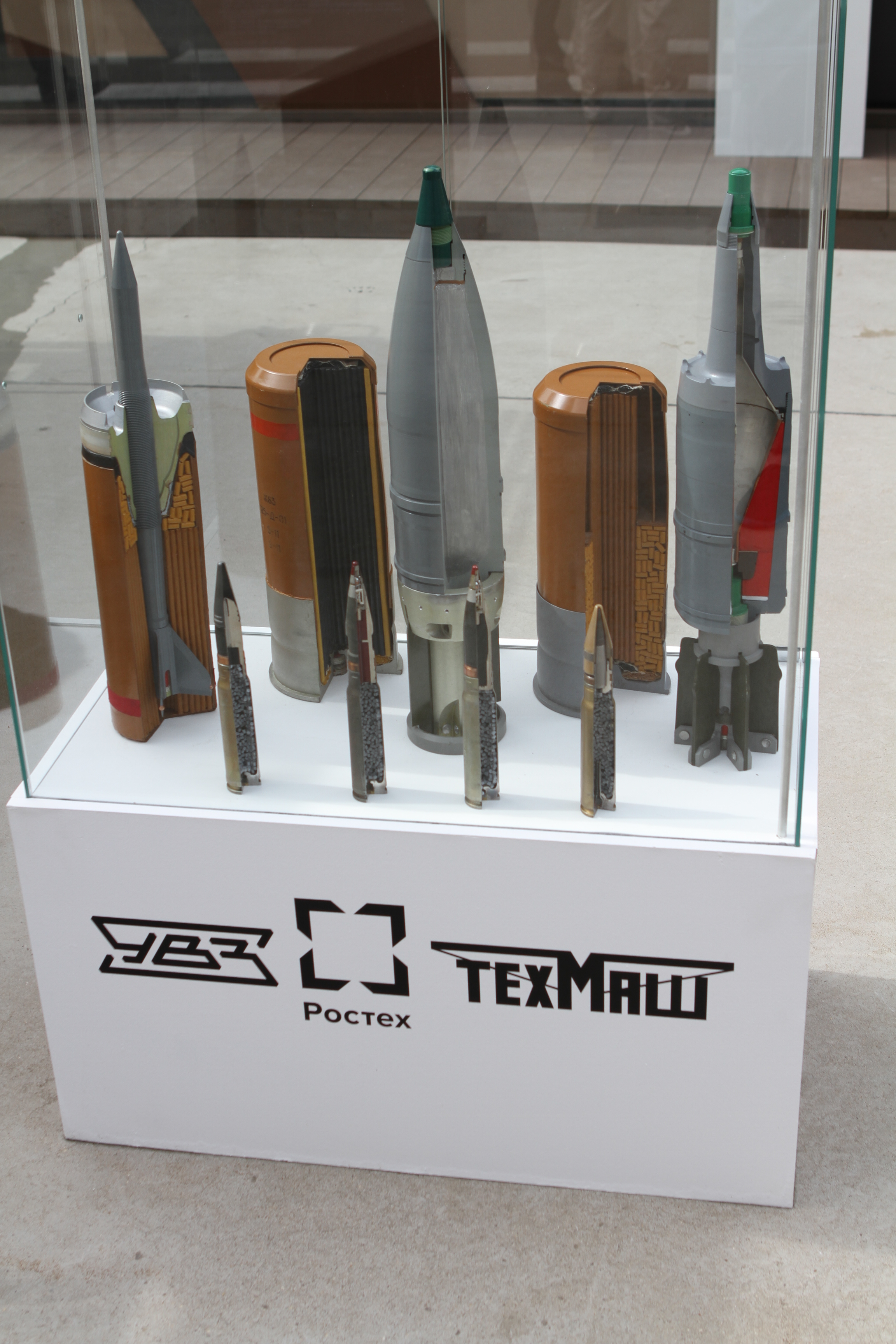
Đạn pháo xe tăng cỡ nòng 125mm trang bị trên các dòng xe tăng chủ lực của Nga

Một thanh xuyên dài khi xuyên vào giáp, độ xuyên giáp sẽ phụ thuộc vào mật độ của giáp bảo vệ, mật độ của vật liệu làm thanh xuyên và chiều dài của thanh xuyên. Người ta nhận thấy rằng một thanh xuyên dài hơn và có mật độ lớn hơn sẽ có khả năng xuyên giáp sâu hơn, và đây là cơ sở để phát triển các loại đạn xuyên giáp chống tăng dạng thanh xuyên.
Do đó vật liệu có mật độ cao so với mật độ giáp bảo vệ sẽ là phù hợp để dùng làm vật liệu chế tạo thanh xuyên. Ngoài ra vật liệu phải có độ cứng để xuyên qua giáp, độ dẻo và độ bền cao khi phải chịu gia tốc rất lớn trong nòng pháo, và khi va chạm với mục tiêu.

### Wolframvàuranium
Sự phát triển của giáp phản ứng nổ (ví dụ Kontakt-5 của Liên Xô, sau này là Nga), thiết kế để cắt và làm chệch hướng các thanh xuyên giáp, đã làm nảy sinh nhu cầu phát triển các thiết kế đạn xuyên giáp phức tạp hơn. Tuy vậy, thiết kế đạn mới vẫn sử dụng vật liệu hợp kim wolfram và hợp kim uranium làm thanh xuyên. Cả hai loại vật liệu này đều rất đặc, cứng, dẻo và rất bền.
Để ví dụ, vật liệu hợp kim uranium được sử dụng trong đạn xuyên giáp là pyrophoric - nó tự cháy ở nhiệt độ cao. Các mảnh vỡ của thanh xuyên sau khi tự bốc cháy trong không khí sẽ đốt cháy nhiên liệu hoặc đạn dược trong xe tăng, tạo ra sức sát thương rất lớn.
Các thử nghiệm cho thấy lỗ đạn DU có đường kính nhỏ hơn đạn wolfram; và mặc dù chúng có cùng đặc tính mật độ, độ cứng, độ bền, do sự khác biệt trong quá trình biến dạng của chúng mà độ xuyên giáp của đạn uranium nghèo lớn hơn đạn hợp kim wolfram khi xuyên qua thép tiêu chuẩn. Tuy nhiên việc sử dụng đạn uranium nghèo gây ra tranh cãi về vấn đề nhân đạo.

### Thiết kế vỏ đạn (guốc đạn)
Vận tốc của các loại đạn APFSDS là khác nhau tùy theo nhà sản xuất và chiều dài/kiểu nòng pháo. Ví dụ đạn pháo KEW-A1 General Dynamics có vận tốc đầu nòng 1.740 m/s. trong khi vận tốc đầu nòng đạn bộ binh cỡ nhỏ thông thường là 914 m/s. APFSDS thường có vận tốc khoảng từ 1.400 đến 1.800 m/s.
Một thách thức kỹ thuật là phải thiết kế một vỏ đạn có kích thước tương ứng với thanh xuyên có thể đạt tới chiều dài 800 mm. Vỏ đạn cần phải vừa kín khít với lòng nòng pháo, và nó cũng là trọng lượng dư thừa sẽ được loại bỏ khi đạn xuyên giáp ra khỏi nòng pháo. Việc duy trì cấu trúc đạn APFSDS bên trong nòng pháo dưới tác dụng của gia tốc hàng ngàn G đòi hỏi phải sử dụng các vật liệu mới. Các nhà thiết kế sử dụng vật liệu hợp kim nhôm vốn được sử dụng trong ngành hàng không, từ loại hợp kim 6061 và 6066-T6, đến loại hợp kim nhôm 7075-T6 bền hơn và đắt hơn, thép maraging, và hợp kim nhôm siêu bền 7090-T6, hiện nay người ta sử dụng nhựa gia cố bằng sợi graphite, đảm bảo độ bền cho vỏ đạn trong khi khối lượng guốc đạn chỉ chiếm một nửa khối lượng của cả quả đạn.
Khi vỏ đạn được tách khỏi thanh xuyên giáp, vận tốc của chúng khá lớn và có thể gây sát thương cho đồng đội, do đó, khi sử dụng đạn APFSDS xạ thủ cần lưu ý đến các đơn vị quân mình trong phạm vi gần.